# Halovivax
A Halovivax a Halobacteriaceae családba tartozó Archaea nem. Az archeák – ősbaktériumok – egysejtű, sejtmag nélküli prokarióta szervezetek.

### Tudományos folyóiratok
- Castillo AM, Gutiérrez MC, Kamekura M, Xue Y, Ma Y, Cowan DA, Jones BE, Grant WD, Ventosa A (2007). „Halovivax ruber sp. nov., an extremely halophilic archaeon isolated from Lake Xilinhot, Inner Mongolia, China”. Int. J. Syst. Evol. Microbiol. 57 (Pt 5), 1024–1027. o. DOI:10.1099/ijs.0.64899-0. PMID 17473252.
- Castillo AM, Gutiérrez MC, Kamekura M, Ma Y, Cowan DA, Jones BE, Grant WD, Ventosa A (2006). „Halovivax asiaticus gen. nov., sp. nov., a novel extremely halophilic archaeon isolated from Inner Mongolia, China”. Int. J. Syst. Evol. Microbiol. 56 (Pt 4), 765–770. o. DOI:10.1099/ijs.0.63954-0. PMID 16585691.
- Oren A, Ventosa A (2000). „International Committee on Systematic Bacteriology Subcommittee on the taxonomy of Halobacteriaceae. Minutes of the meetings, 16 August 1999, Sydney, Australia”. Int. J. Syst. Evol. Microbiol. 50, 1405–1407. o. PMID 10843089.
- (2009. május 1.) „Isolation and characterization of halophilic Archaea able to produce biosurfactants”. Journal of Industrial Microbiology & Biotechnology 36 (5), 727–738. o. DOI:10.1007/s10295-009-0545-8. (Hozzáférés: 2014. november 13.)

### Tudományos könyvek
- Gibbons, NE.szerk.: RE Buchanan and NE Gibbons, eds.: Family V. Halobacteriaceae fam. nov., Bergey's Manual of Determinative Bacteriology, 8th, Baltimore: The Williams & Wilkins Co. (1974. március 20.)

### Tudományos adatbázisok
- Halovivax PubMed hivatkozásai
- Halovivax PubMed Central hivatkozásai
- Halovivax Google Scholar hivatkozásai